# Garments of Truth
Garments of Truth er en amerikansk stumfilm fra 1921 af George D. Baker.

## Medvirkende
- Gareth Hughes som Lester Crope
- Ethel Grandin som Catherine Willis
- John Steppling som Deacon Ballantine
- Frances Raymond som Mrs. Ballantine
- Margaret McWade som Mrs. Crope
- Graham Pettie som Mr. Crope
- Frank Norcross som James H. Barnes
- Harry Lorraine som Alex Hawley